# Chiesa di San Filastrio (Torbole Casaglia)
La chiesa di San Filastrio è la parrocchiale di Casaglia, frazione del comune sparso di Torbole Casaglia, in provincia e diocesi di Brescia; fa parte della zona pastorale di Travagliato.

## Storia
Il territorio di Casaglia nell'Alto Medioevo divenne pertinenza del monastero bresciano di San Faustino Maggiore.

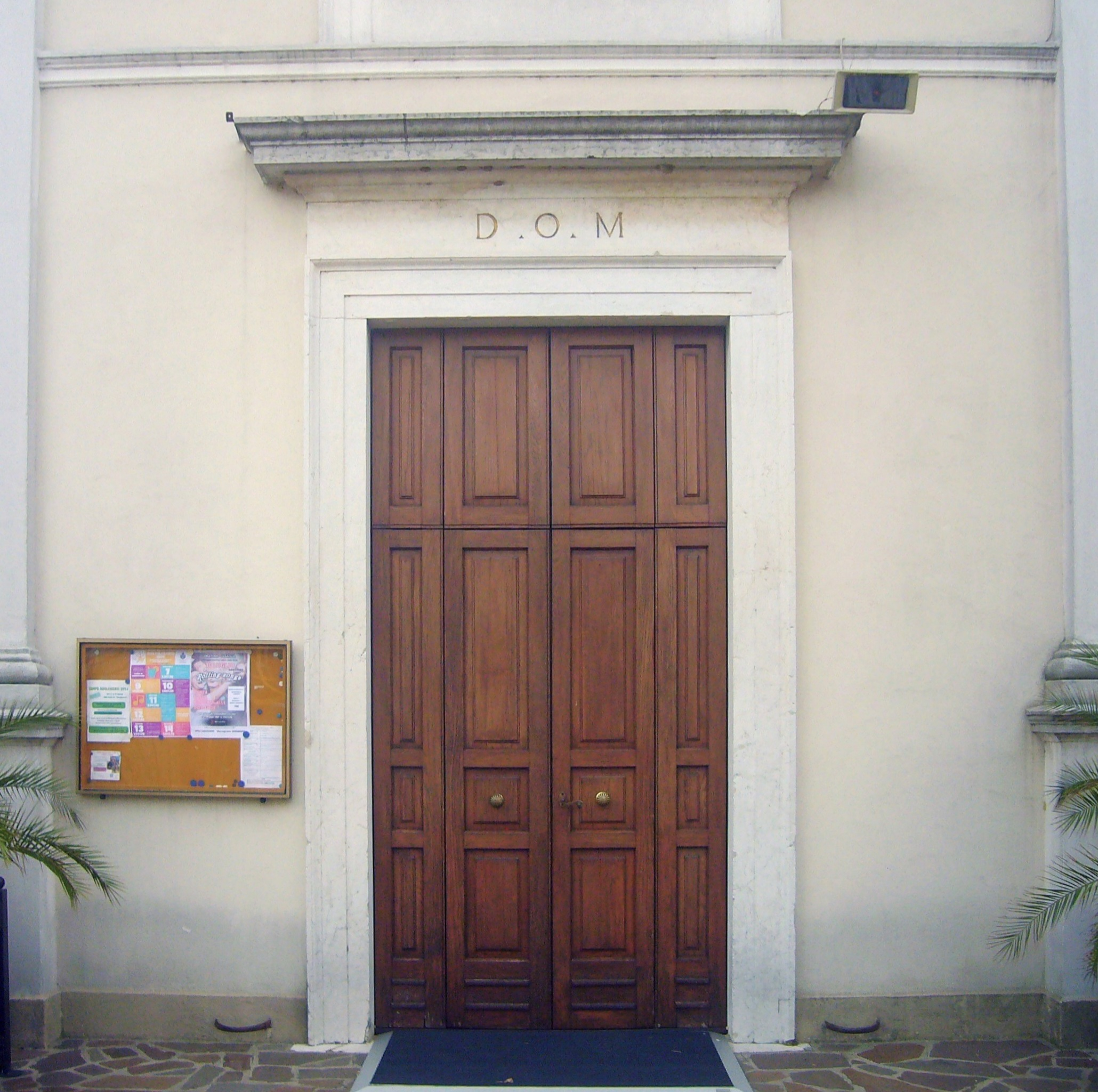
Il portale d'ingresso

L'originaria cappella, già dipendente dalla pieve di Lograto, nel 1148 con bolla di papa Eugenio III fu sottoposta direttamente al capitolo della cattedrale di Brescia: questa disposizione venne confermata in seguito anche dai papi Alessandro IV e Urbano III.
Questo luogo di culto andò distrutto nel corso della battaglia di Maclodio, combattuta il 12 ottobre 1427; verso la metà di quel secolo si procedette alla costruzione di una nuova chiesa, che fu poi eretta a parrocchiale nel Cinquecento.
Restaurata dopo l'epidemia di peste del 1630, la struttura venne interessata da un rifacimento nel XVIII secolo, mentre poi tra il 1893 e il 1895 fu ampliata.
La parrocchiale venne decorata nel 1927 dal pittore Gezio Cominelli e nel 1966 fu condotto un primo restauro dell'edicio, seguito poi da un altro nel 1994.
Un nuovo restauro venne effettuato nel 2010, mentre nel 2014 si procedette alla realizzazione dell'adeguamento liturgico secondo le norme postconciliari mediante l'aggiunta dell'altare rivolto verso l'assemblea.

## Descrizione

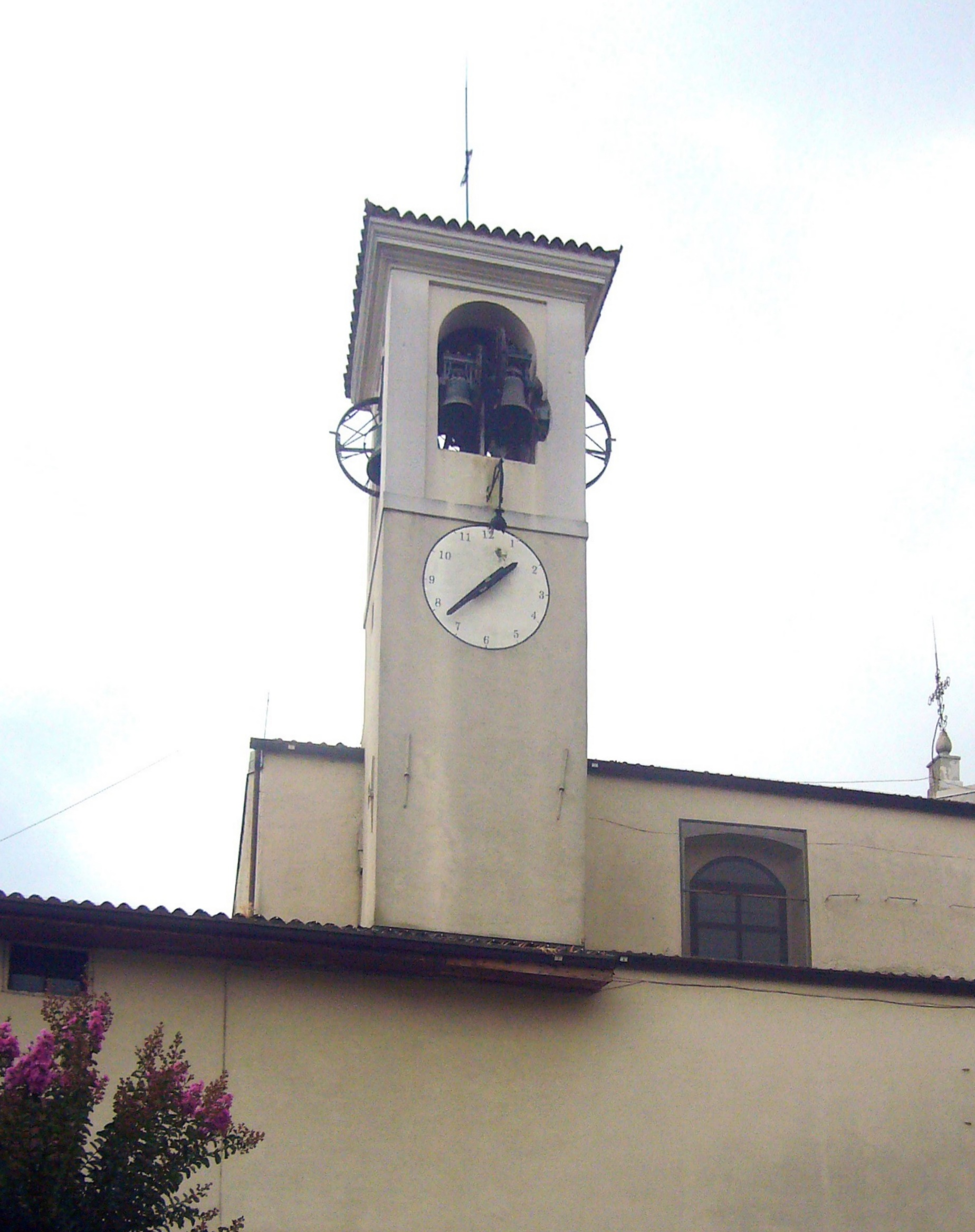
Il campanile

### Esterno
La facciata della chiesa, rivolta a nordovest, è preceduta da un avancorpo, scandito da due lesene tuscaniche, che presenta centralmente il portale d'ingresso architravato e una finestra a lunetta.
Annesso alla parrocchiale è il campanile a base quadrata, la cui cella presenta su ogni lato una monofora a tutto sesto ed è coperta dal tetto a quattro falde.

### Interno
L'interno dell'edificio si compone di un'unica navata, sulla quale si affacciano le cappelle laterali, introdotte da archi a tutto sesto, e le cui pareti sono scandite da lesene sorreggenti la trabeazione modanata e aggettante sopra la quale si impostano le volte; al termine dell'aula si sviluppa il presbiterio, rialzato di alcuni gradini e chiuso dalla parete di fondo piatta.
Qui sono conservate diverse opere di pregio, tra le quali l'affresco con soggetto la Pietà con San Filastrio, eseguita probabilmente da Francesco Prata da Caravaggio, e le quattro tele raffiguranti rispettivamente la Madonna con Santi, la Resurrezione, il Martirio dei Santi Faustino e Giovita e i Santi Pietro e Paolo.